# Feenvögel

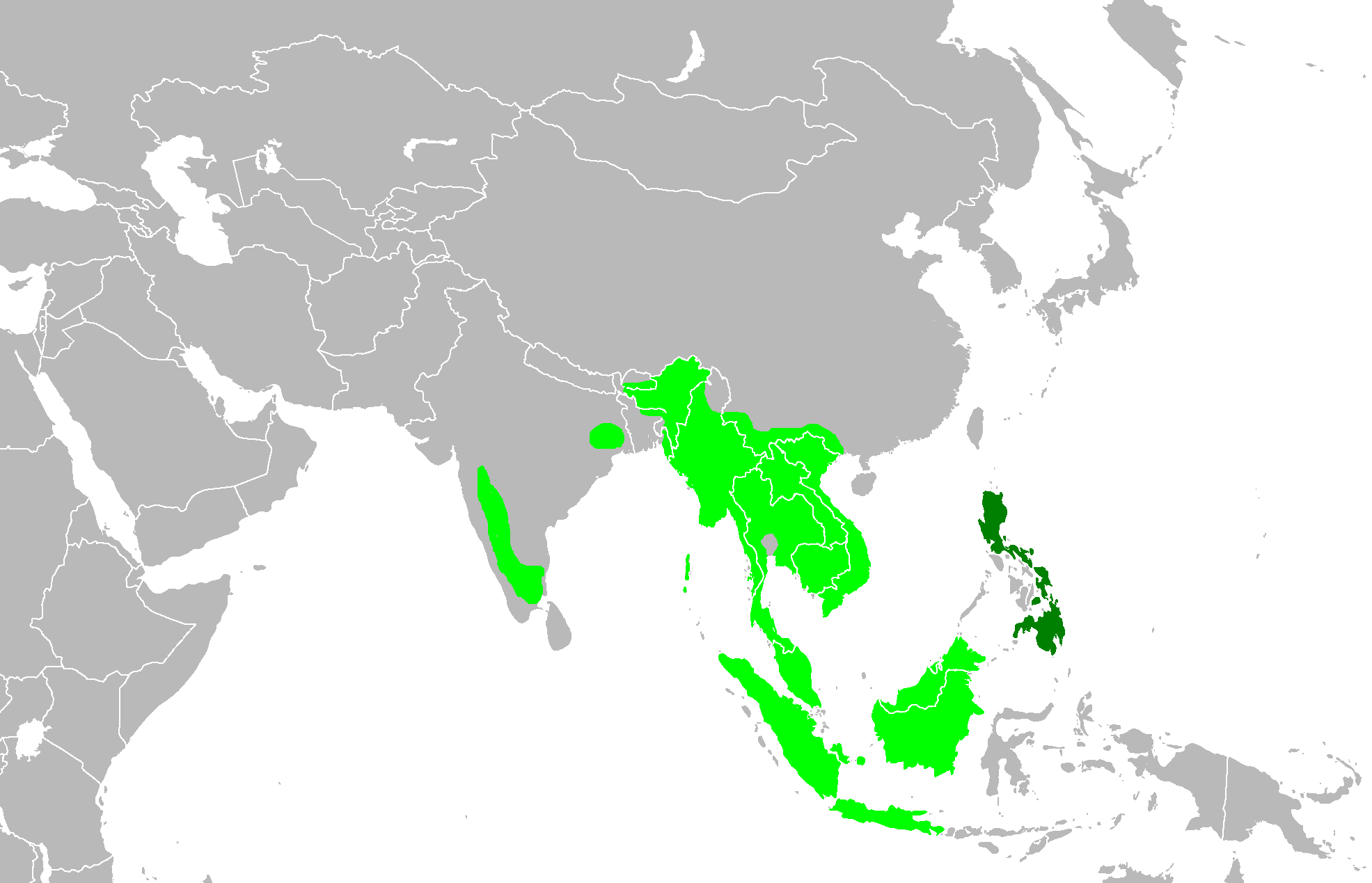
Das Verbreitungsgebiet der Feenvögel im südlichen Asien. Hellgrün – Elfenblauvogel, dunkelgrün – Kobaltirene

Die Feenvögel (Irena) sind eine Gattung aus der Ordnung der Sperlingsvögel (Passeriformes), die in Teilen von Indien (Süden, Südwesten, Odisha und Nordostindien), in Bhutan und in Südostasien westlich der Wallace-Linie und auf den Philippinen vorkommt. Sie stehen allein in der monogenerischen Familie Irenidae.

## Merkmale
Feenvögel sind mittelgroße Baumbewohner mit einem glänzenden blauen und schwarzen Gefieder. Die Weibchen sind in der Regel matter gefärbt mit einem grünlichen bzw. bräunlichen Einschlag. Die Iris der Feenvögel ist tiefrot.

## Lebensraum und Lebensweise
Feenvögel leben in Wäldern und an Waldrändern und ernähren sich primär Früchten, vor allem von Feigen. Außerdem werden Insekten und andere kleine Wirbellose verzehrt. Information zur Brutbiologie wurden vor allem von in Gefangenschaft gehaltenen Vögeln gewonnen. Die Nester der Feenvögel bestehen aus einer einfachen, flachen Zweigunterlage, die in einer Astgabel gebaut wird und die mit Moosen ausgepolstert werden. Die Gelege bestehen in der Regel aus einem bis zwei glänzend olivfarbenen und braun gefleckten Eiern. Nur das Weibchen baut das Nest und brütet. Die Nestlinge schlüpfen nach etwa 14 Tagen und werden nach 11 bis 18 Tagen flügge. Sie werden vor allem mit Insekten und nur wenig mit Früchten gefüttert. Männchen haben die Jungen in einigen Fällen gefüttert, in anderen haben sie sich gar nicht an der Brutpflege beteiligt.

## Arten
Der Gattung werden drei Arten zugerechnet:
- Türkisfeenvogel oder Elfenblauvogel (Irena puella)
- Azurfeenvogel (Irena tweeddalii)
- Kobaltfeenvogel (Irena cyanogaster)